# 三島通陽
三島 通陽（みしま みちはる、1897年（明治30年）1月1日 - 1965年（昭和40年）4月20日）は、日本の政治家・小説家・劇作家・演劇評論家。位階・勲等・爵位は正三位勲二等子爵。二荒芳徳とともにボーイスカウト運動を日本に広めた人物として知られる。東京府麻布区生まれ、学習院中退。ペンネームに三島 章道（みしま しょうどう）。
祖父は三島通庸。父は第8代日本銀行総裁を務めた三島弥太郎、母は四条隆謌侯爵の三女・加根子。妹・壽子の夫は阪谷希一、妹・梅子の夫は土方与志。妻は松岡均平の長女・純。叔父に三島弥彦がいる。

## 経歴
幼少期から文学に親しむ。一方で、祖母・和歌子から薩摩の郷中の掟を教わる（*）。
1903年（明治36年）、学習院初等科に入学。
1907年（明治40年）、10歳の時に叔父の三島弥彦に連れられて、弥彦が審判をする第一高等学校対第三高等学校の野球試合の観戦に行った。このときファールボールが胸に直撃したことが原因で、肋膜炎（胸膜炎）を発症し、約3か月間、入院する。退院後は大磯町にあった三島家の別荘で療養を余儀なくされる。これを機に大磯小学校に転入（*）。後、学習院と大磯小学校の双方に友人を持ったことを生涯の自慢にしたという。
大磯での療養生活中に、特に学習院の先輩が立ち上げた白樺派を好んで読書に勤しむ。謄写版印刷機を買ってもらい友人と『チェリー』という名の雑誌を月2回、発行していたという（*）。
1911年（明治44年）、学習院初等科へ復帰。友人の土方与志らとともに雑誌『山水』や『三光』を発行。
この年、叔父・三島弥彦の1912年ストックホルムオリンピック参加への旅立ちを新橋駅にて見送る（*）。
1917年（大正6年）、土方与志ら学習院の友人らと劇団「友達座」を結成。
1919年（大正8年）、パリ講和会議に向かう牧野伸顕に留学のため同行するが、父・弥太郎の死去を受けて急ぎ帰国、3月31日、家督を継承して子爵を襲爵する。帰国後、友達座に合流する。ところが上演のための女優募集が批判される。9月、最終的に宮内省からの干渉があり解散に追い込まれる。
1929年（昭和4年）、祖父・三島通庸が山形県令だった時に起きた関山隧道開鑿工事に関わる爆発事故の慰霊碑に揮毫。今も旧48号線旧道に残っている。
1932年（昭和7年）、貴族院子爵議員となり、研究会の幹部として活躍。
1935年（昭和10年）9月12日、東京宝塚劇場の取締役に就任（1943年12月9日まで）。
1937年（昭和12年）、日本ウエイトリフティング協会の会長となる（1948年まで）。
1942年（昭和17年）6月、広田弘毅元首相や矢田部保吉特命全権大使、水野伊太郎特命全権公使、朝海浩一郎書記官、東光武三書記官、岡本清福陸軍少将らとともに、日泰攻守同盟条約慶祝答礼使節団としてタイ王国を訪問する。
1944年（昭和19年）9月1日、小磯内閣で文部参与官に就任。
1945年（昭和20年）11月6日、幣原内閣の文部政務次官に就任。
1948年（昭和23年）2月に金子洋文と国会で議論したことがきっかけで、こどもの日が制定される。
1950年（昭和25年）1月5日、はじめてフリーメイソンの在日本ロッジにて日本人会員に認定されたうちの1人となる。6月4日、第2回参議院議員通常選挙に緑風会から出馬して当選。

## ボーイスカウト運動
ボーイスカウト日本連盟初代理事長兼中央実修所所長を経て、ボーイスカウト日本連盟第4代総長。
通陽にボーイスカウト運動を勧めたのは、竹内（内田）二郎（1897-1988）なる人物だが、義理の叔父である牧野伸顕がパリ講和会議から帰国した際に、芝居や文芸よりもボーイスカウトをやるよう勧めたという。
- 1920年（大正9年）、栃木県西那須野の三島地区でボーイスカウト活動を始め、那須野ボーイスカウトを設立。
- 1922年（大正11年）、後藤新平を中心として初の全国組織「少年団日本連盟」が結成されると、25歳で副理事長に選任される。妻の純は翌年、日本のガールガイド・ガールスカウト組織として、「日本女子補導団」を設立。
- 1923年（大正12年）、那須野ボーイスカウトが少年団日本連盟に加入。妻の純らが中心となり、「少年団日本連盟」の女子向け組織（ガールスカウト組織）として、「日本女子補導団」を設立。
- 1924年（大正13年）、第2回世界ジャンボリー（デンマークのコペンハーゲンで開催）および第3回国際会議に佐野常羽らと参加。
- 1928年（昭和3年）、学習院の後輩である渡邉昭をボーイスカウト加入させるきっかけとなる。
- 1932年9月10日から14日にかけて、満州国のボーイスカウト団体である満洲国童子団設立のため、満洲国国文教部の招請を受けて米本卯吉日連参事、葦谷泰造日連主事らと満洲にわたり特設実習所の講師を務めた。
- 1946年（昭和21年）2月、ボーイスカウトクラブの研究会を開催。
- 1948年（昭和23年）、ボーイスカウト日本連盟理事長に就任。
- 1950年（昭和25年）、栃木県西那須野町にあった三島家別邸の敷地約9万㎡と家屋をボーイスカウト日本連盟に譲渡。その地所は現在、ボーイスカウト日本連盟の常設野営場、那須野営場となっている。4月12日から6月20日にかけて、村山有やボーイスカウト米国連盟（BSA）のR・ダーキン、D・タイパーらと共に、第1回指導者講習会を開催。古田誠一郎にボーイスカウト日本連盟中央事務局総主事への就任を依頼し実現。
- 1951年（昭和26年）、少年団日本連盟の全国総会において、第4代総長に選出される。
- 1953年（昭和28年）、ボーイスカウト日本連盟より功労章「きじ章」を贈られる。
- 1959年（昭和34年）、藍綬褒章受章
- 1961年（昭和36年）、英国ボーイスカウト連盟より功労章「ブロンズ・ウルフ章」を贈られる。
- 1965年（昭和40年）
  - 2月25日から3月7日まで毎日新聞に「スカウト十話」を連載。これが絶筆となる。
  - 4月20日、死去。正三位勲二等旭日重光章追贈。
  - 4月24日、日本連盟葬が執行された。

なお、琵琶湖畔の雄松崎（滋賀県大津市）にある「日本ボーイスカウト初野営の地」の石碑の書は、三島の筆によるものである。ボーイスカウトの用事で出入りしていた松平頼明の家で、息子の松平頼武が影響を受け、加入した。

## 三島農場の経営
- 1919年（大正8年）、三島彌太郎死去。三島通陽が家督を継ぐ。
- 1931年（昭和6年）、三島農場、520haを解放。
- 1933年〜1936年、三島農場、290haを解放。
- 1945年（昭和20年）、婿養子の三島義温が三島農場の経営にあたる。
- 1947年（昭和22年）、三島農場、農地改革により残った土地の大半を手放す。
- 1950年（昭和25年）、三島地区に所有している道路・水路・仏堂敷地・消防小屋・共同墓地などの土地を狩野村に寄付。
- 1973年（昭和48年）、農場事務所の土地を狩野町に寄付。

## 人物
- 絵葉書コレクターで、「ポスト・キング」の異名を持っていた（*）。

## 栄典
- 1917年（大正6年）1月10日 - 従五位[7]
- 1919年（大正8年）10月1日 - 金杯一個[8]
- 1920年（大正9年）1月28日 - 銀杯一個[9]
- 1929年（昭和4年）3月15日 - 従四位[10]
- 1936年（昭和11年）4月1日 - 正四位[11]

## 家族
- 祖父：三島通庸 - 旧薩摩藩士、第5代警視総監
- 父：三島彌太郎 - 第8代日本銀行総裁
- 母：三島加根子 - 侯爵四条隆謌の三女
- 弟：三島通隆 - プリンストン大学卒、大倉商事役員、アドレソグラフ社長、日本模型航空連盟第2代会長[12][13][14]。岳父は越英之介（三井伊皿子家第6代当主・三井高生の子）。娘婿に赤星清造（赤星鉄馬五男）。長男・三島通洋（日産阪神サービスセンター社長）の子に三島通義、娘婿に競艇選手の川崎智幸、その子供たちにジャニーズJr.の川﨑皇輝、川崎星輝がいる。
- 妹：寿子 - 子爵阪谷希一夫人
- 妹：梅子 - 伯爵土方与志夫人
- 妻：三島純 - 男爵松岡均平の長女。ガールスカウト会長[15]
- 長女：昌子 - 入婿に三島義温（伯爵平田栄二の子、トヨタ南東京オート社長）。その長男・三島通文はネミコン社長。
- 次女：謹子 - 学習院女子部、清泉学院本科卒後、向山金雄（男爵向山均長男）夫人
- 三女：美弥子 - 八馬啓夫人

## 著・訳・編書
- 和譯孟子（1918年、大同館）
- パトロールシステム（1925年、著：ローランド・フィリップス）
- 少年団指導者教範（Aids to Scoutmastership, 著：ロバート・ベーデン・パウエル）
- 満州及上海に正しき日本を観る 附國際聯盟と我裏南洋（1932年、東学社）
- 世界少年団劇集（1933年、少年団日本聯盟）
- 校外健児教育（1933年、著：ロアゾウ、少年団日本聯盟）
- 日満健児工作（1934年、東学社）
- 伊太利は奮起した（1939年、実業之日本社）
- 少年団概論（1939年、著：ロアゾウ、教育研究会）
- 世界児童劇集 附少年団劇集（1940年、章華社）
- 戦時下の世界青少年運動（1940年、日本評論社）
- 少年団指導の理念と実践（1942年、三學書房）
- 音なき交響曲（1958年、宝文館）
- 十人百話-9 ボーイスカウト十話（1965年、毎日新聞社）

## 映画
平和の勇士
- 指揮：三島章道
- 監督：曾根純三
- 原作・脚本：山村魏
- 出演：松尾文人、井上潔、滝沢憲、児島武彦
- 製作：社会教育映画研究所
- 1926年（大正15年）10月29日公開 （白黒、無声映画）

## 歌劇
- 『ボーイスカウト』（1925年、宝塚歌劇団・雪組）